# Liliac mic cu potcoavă
Liliacul mic cu potcoavă (Rhinolophus hipposideros) este o specie de lilieci din familia rinolofide (Rhinolophidae) cu un areal care se întinde din Irlanda și centrul Angliei, peste Europa (inclusiv în România și Republica Moldova), până în Turkestan, la sud este întâlnit în Africa de Nord.  În România este cea mai mică specie a genului Rhinolophus. Lungimea cap + trunchi este de 31-44 mm, coada de 20-30 mm, iar greutatea corpului 3-9 g. În jurul nărilor și în spațiul dintre ochi sunt prezente niște foițe nazale cu dispoziție și forme caracteristice și care poartă numele de potcoavă. Blana formată din păr scurt și moale are o culoarea cenușie-brun-deschisă pe spate.  În urma urechilor, pe umeri și în regiunea bazinului culoarea este mai deschisă, ca și pe părțile lateroventrale. În perioada de repaus  își învelește corpul cu propriile aripi. Se întâlnește în zona de dealuri și coline, lipsind de la munte. Este locuitor al peșterilor, minelor abandonate, pivnițelor, podurilor clădirilor. S-a adaptat și la viața în apropierea așezărilor omenești. Excepțional poate fi găsit și în scorburile arborilor. Vara formează colonii de peste 100 exemplare, căutând locuri răcoroase, iar iarna se adună în grupuri mai mici, la adăpost, prin podurile locuințelor și în peșteri. Hibernează din septembrie până în mai, la temperaturi cuprinse între -4°C și 10°C. Zborul este rapid și neregulat, cu bătăi dese din aripi. În timpul zborului ține gura închisă emițând ultrasunet prin nări cu care detectează obiectele, își găsește drumul, hrana sau evită obstacolele. Iese târziu din peșteră și zboară toată noaptea vânând insecte cu care se hrănește. Se reproduce toamna, iarna sau primăvara. După o gestație de circa 75 zile, femela naște un singur pui în luna iulie, care este lipsit de vedere și fără păr. Într-o lună de zile puii cresc trecând la o viață independentă.
În România a fost identificată subspecia Rhinolophus hipposideros hipposideros. Liliacul mic cu potcoavă a fost practic menționat în toate regiunile din România. Însă în ultimele două decenii a fost găsit doar în Oltenia. Este evidentă o scădere a populației sale în ultimii ani, mai ales din cauza distrugerii habitatului, dezvoltării turismului neorganizat, aprinderii focului în peșteri, poluării fonice etc. Nu este protejat acum, dar trebuie să fie inclus în lista speciilor de mamifere vulnerabile din România.